# São José da Tapera
São José da Tapera is een gemeente in de Braziliaanse deelstaat Alagoas. De gemeente telt 31.361 inwoners (schatting 2009).

## Geboren
- Cleiton Xavier (1983), voetballer